# Спонтанно нарушение на симетрията
Спонтанното нарушение на симетрията е спонтанен процес на нарушение на симетрията, чрез който физическа система в симетрично състояние се довежда до асиметрично състояние. То може да описва системи, при които уравненията на движение или операторът на Лагранж спазват определени симетрии, но най-нискоенергийните вакуумни решения не проявяват същото ниво на симетрия. Когато системата навлезе в някое от тези вакуумни решения, симетрията се нарушава, макар операторът на Лагранж да поддържа същата симетричност.
Пример за това е спонтанното намагнетизиране на феромагнетиците, което води до определена посока при първоначалната сферична симетрия на взаимодействията в системата. Явлението на спонтанното нарушение на симетрията е често срещано в природата. Много разнообразни примери за това могат да бъдат намерени в класическата механика.
Свръхфлуидността и свръхпроводимостта също са тясно свързани със спонтанното нарушение на симетрията, но по квантово-механичен начин. Няколко случая на спонтанно нарушение на симетрията са също важни в стандартния модел.